# Go Your Own Way
«Go Your Own Way» es una canción de la banda británica de rock Fleetwood Mac, escrita por el guitarrista y vocalista Lindsey Buckingham en 1976 para el disco Rumours y lanzado como su primer sencillo en diciembre del mismo año, a través de Warner Bros. Records. Su letra trata de la complicada separación que sufrió por ese entonces Lindsey con su novia y compañera en la banda, Stevie Nicks.
Obtuvo el puesto 10 en la lista Billboard Hot 100 de los Estados Unidos. Mientras que en el Reino Unido alcanzó la posición 38 en los UK Singles Chart y en 2011 se volvió a lanzar como sencillo y obtuvo el lugar 62 en esta última lista. Además, en 2017 se certificó con disco de platino en el país inglés luego de superar las 600 000 copias vendidas.
Ha sido incluida en varios de los recopilatorios y en los discos en vivo Live de 1980 y The Dance de 1997. También ha sido versionada por otros artistas como Boy George, Keane, Silverstein, The Cranberries y NOFX, entre otros tantos.
Es parte de la banda sonora de la película Forrest Gump.

## Músicos
- Linsey Buckingham: voz y guitarra
- Stevie Nicks: coros
- Christine McVie: teclados y coros
- John McVie: bajo
- Mick Fleetwood: batería

## Gráfica
| Gráfica (1977)                        | Posición |
| ------------------------------------- | -------- |
| Australia (Kent Music Report)         | 20       |
| Bélgica (Flandes) (Ultratop 50)       | 1        |
| Canadá (RPM) Top Singles              | 11       |
| Canadá (RPM) Adult Contemporary       | 43       |
| Alemania (Media Control AG)           | 11       |
| Países Bajos (Mega Single Top 100)    | 1        |
| Nueva Zelanda (Recorded Music NZ)     | 23       |
| Sudáfrica (Springbok Radio)           | 4        |
| Reino Unido (Official Charts Company) | 38       |
| Estados Unidos (Billboard Hot 100)    | 10       |
| Estados Unidos (Adult Contemporary)   | 45       |
| Estados Unidos Cash Box Top 100       | 10       |